# شمشیر هفت‌شاخه
شمشیر هفت شاخه (ژاپنی: 七支刀 هپبورن: Shichishitō)
یک شمشیر تشریفاتی است که اعتقاد بر این است که توسط پادشاه بکجه به عنوان هدیه به یک حاکم یاماتو داده شده‌است. این واقعه در نیهون شوکی در پنجاه و دومین سال سلطنت امپراتریس جینگو نیمه افسانه‌ای ذکر شده‌است. شمشیر هفت شاخه یک شمشیر آهنی ۷۴٫۹ سانتی‌متری (۲۹٫۵ اینچ) با شش بیرون‌زدگی شاخه مانند در امتداد تیغه مرکزی است.